# Morrow (Georgia)
Morrow es una ciudad ubicada en el condado de Clayton en el estado estadounidense de Georgia. En el año 2000 tenía una población de 4.882 habitantes.

## Geografía
Morrow se encuentra ubicada en las coordenadas 33°34′43″N 84°20′24″O / 33.57861, -84.34000 (33.578477, -84.340117).
Según la Oficina del Censo, la localidad tiene un área total de 7,6 km² (2,9 mi²), de la cual 7,6 km² (2,9 mi²) es tierra y 0 km² (0 mi²) (0.00%) es agua.

## Demografía
Según la Oficina del Censo en 2000 los ingresos medios por hogar en la localidad eran de $46,569, y los ingresos medios por familia eran $50,686. Los hombres tenían unos ingresos medios de $31,210 frente a los $24,886 para las mujeres. La renta per cápita para la localidad era de $17,544.

## Educación
Las Escuelas Públicas del Condado de Clayton gestiona escuelas públicas.